# Шматков, Юрий Дмитриевич
Юрий Дмитриевич Шматков (1922—1970) — советский инженер-технолог в системе атомной промышленности; Лауреат Государственной премии СССР (1969).

## Биография
Родился 23 марта 1922 года в городе Томске.
С 1942 года в РККА, участник Великой Отечественной войны, за период войны был награждён 4 марта 1944 года медалью «За отвагу» и 5 апреля 1945 года орденом Отечественной войны 2-й степени.
С 1949 года после окончания Томского политехнического института по специальности химик-технолог работал на закрытых объектах атомной промышленности СССР.
С 1949 года направлен в закрытый город Свердловск-45, работал инженером, заместителем начальника инструментального цеха, начальником инструментального цеха, с 1960 года начальником механо-сборочного цеха, с 1967 по 1970 годы главным технологом Завода № 418 МСМ СССР. Ю. Д. Шматков являлся руководителем работ по освоению и серийной сборке сложных специзделий оборонного назначения, был одним из разработчиков технологических процессов электрохимической размерной обработки деталей из урана и прессования в размер крупногабаритных деталей из гидридных материалов.
Умер 27 августа 1970 года в Свердловске-45.

## Награды
Источник:

### Ордена
- Орден Трудового Красного Знамени (1962)
- Орден «Знак Почёта» (1954)
- Орден Отечественной войны II степени (05.04.1945)

### Медали
- Медаль «За отвагу» (04.03.1944)
- Медаль «За трудовую доблесть» (1960)

### Премии
- Государственная премия СССР (1969) (совм. с И. А. Вотяковым, В. Н. Крынскии, Г. А. Гайнулиным)[3]